# 1-nen A-gumi no Monster
1-nen A-gumi no Monster (1年A組のモンスター, La clase 1-A de los Monstruos) es una serie de manga escrita e ilustrada por Hideki, que se publica en la revista mensual Comic Rex de la editorial Ichijinsha desde marzo de 2018, actualmente cuenta con catorce volúmenes tankōbon.

## Argumento
Tarō Jimi es un nuevo profesor en la preparatoria "Suezono" para chicas, donde fue asignado a la clase 1-A, una clase famosa por estar llena de chicas problemáticas, que hacen que cada nuevo profesor que venga a estar a cargo de la clase, renuncie debido a la humillación, el acoso y maltrato por parte de las estudiantes, por lo que se les llama " La clase de Monstruos". Sin embargo, Jimi, quién es una persona totalmente sombría, de actitud fría, aura siniestra y que siempre trata de cumplir su trabajo con extrema exactitud, logra ser el único profesor en poder mantener bajo control a la clase 1-A, incluso, poniendo en su lugar a Momo Hananaka, una estudiante modelo que es conocida por ser quién siempre lidera el abuso hacía los profesores. En el primer día de clases de Jimi, Hananaka, al ver que no puede afectar su postura, decide tenderle una trampa donde ella se queda en ropa interior en una habitación vacía con él, y luego gritar y llamar la atención para que las personas piensen que Jimi trataba de abusar de ella, sin embargo, Jimi es más astuto, y logra desenmascarar a Hananaka en el acto, haciendo que todos se den cuenta de su trampa. Hananaka, quién termina en el suelo llorando, promete a Jimi-sensei no volver a comportarse de esa manera, sin embargo, toda la preparatoria se enteró de lo sucedido por una estudiante que estaba espiando la situación, ahora, Jimi-sensei tendrá que lidiar con las "cuatro estudiantes lideres" de la clase 1-A, ya que él llamo su atención con lo sucedido y tienen deseos de hacer que él renuncie, además, Hananaka, quién ahora fue aislada de su clase, deberá encontrar una manera de recuperar su reputación.

## Personajes
- Tarō Jimi (自見 太郎, Jimi Tarō)

El Protagonista de la historia. Un profesor con una apariencia y actitud muy sombría y sigilosa, a la vez que tiene una personalidad muy fría y siempre se limita a hacer con extrema exactitud solo lo que está dentro del reglamento de un profesor, además de recordar todos los nombres de los estudiantes y profesores. Debido a esta actitud y comportamiento completamente frío, es capaz de mantener en un estado tranquilo a toda la clase 1-A, incluidas las chicas populares, quienes liderán la clase. Él es llamado de diversas maneras ofensivas por sus estudiantes, como "virgen", "estúpido" o "cuatro ojos", debido a su simpleza en cuanto a su apariencia y personalidad, en especial por Momo Hananaka, que luego del incidente donde ella intenta acusar falsamente a Jimi de abuso sexual pero falla, ella se vuelve más cercana a él, sin embargo, Jimi-sensei procura mantener alejados a todas las estudiantes dentro de los estrictos límites de una relación normal profesor-alumna. Pese a lo simple y sigiloso que pueda parecer Jimi, en realidad tiene un pasado muy oscuro: está involucrado en la muerte de sus estudiantes en cursos pasados, antes de llegar a la preparatoria Suezono, donde hay muchos indicios de que éste pueda ser un ex-asesino serial, o bien que sus antiguos alumnos se hayan suicidado sin que Jimi haya logrado impedirlo. Su lema es "Virgen de por vida, Profesor de por vida", que es utilizado cuando es molestado por sus estudiantes por seguir siendo virgen.

### Clase 1-A de la Preparatoria Suezono
- Momo Hananaka (花中 桃, Hananaka Momo)

Momo Hananaka es una estudiante de la clase 1-A y la principal figura de esta. Ella es una chica hermosa de cabello rosa que además de ser estudiante, trabaja como modelo, sin embargo, ella es estúpida, detesta estudiar y es extremadamente narcisista, hablando siempre en tercera persona, generalmente, de lo hermosa que ella es. Luego de que todos sus intentos de hacer que Jimi-sensei renuncie en su primer día de trabajo fallarán, ella le tiende una trampa donde se queda en ropa interior con él en una habitación vacía, y llama la atención para acusar a Jimi de querer abusar de ella, sin embargo, Jimi logra destrozar su plan fácilmente y deja en evidencia sus intenciones, haciendo que llore despavoridamente en el suelo pidiendo disculpas. Luego de que la Clase 1-A se entera de lo sucedido, Hananaka es aislada totalmente de sus compañeras, recibiendo abusos como tener sus libros de textos dañados, su pupitre lleno de insultos escritos, y su ropa de instituto toda sucia y destrozada, dándose cuenta de que está sufriendo algo igual o peor de lo que ella le quiso hacer sufrir a Jimi y le hizo sufrir a otros profesores. Hananaka poco a poco va cambiando su forma de pensar hasta dejar de abusar de Jimi, y empezar a tratarlo con cariño, aunque siga llamándolo "virgen estúpido cuatro ojos" por su frialdad y poco tacto con sus estudiantes.
- Mari Banri (万里 茉莉, Banri Mari)

Banri es una estudiante de la Clase 1-A, ella es una chica aislada que se le pasaba todo el tiempo en enfermería sin asistir a clases, debido a eso, nadie recuerda su nombre. Banri siempre buscó el apoyo y cariño de sus profesores, debido a que sus padres nunca la quisieron, siendo la primera persona que simpatizó con ella alguien llamado "Suzuki-sensei" (El profesor anterior que estaba encargado de la Clase 1-A antes de la llegada de Jimi), sin embargo, Suzuki renuncia debido al constante abuso de Hananaka-san, lo que causó que ella tuviera un inmenso odio a esta última. Debido a su tristeza y soledad, Banri se corta las muñecas e intenta llamar la atención de Jimi, incluso hasta el punto de fingir querer saltar de la cima del instituto, hasta que por accidente se cae y es salvada por Jimi, donde al final, Banri queda completamente enamorada de él, y con ello vuelve al instituto a estudiar como una chica normal. Poco a poco ella va llevándose bien con Hananaka, hasta que finalmente se hacen buenas amigas, y la primera amiga que Banri.
- Tsubaki Yabu (藪 つばき, Yabu Tsubaki)

La líder por excelencia de la clase 1-A, una chica que en primera estancia aparenta ser alguien amable, bondadosa, educada, y que siempre es muy considerada con los demás, la realidad es que Tsubaki es extremadamente maliciosa, manipuladora, y sádica a la hora de jugar con sus víctimas, además de ser quien lidera todos los problemas que suceden alrededor de la clase 1-A. Debido a que sus padres son políticos y tienen influencia en la vida de las personas, siempre hace lo que se le da la gana, incluso si tiene que matar a sus víctimas con tal de lograr otros objetivos, ella no muestra piedad alguna sobre hacer sufrir, torturar, y eliminar a personas que no son de su interés o simplemente la fastidian o hacen enojar. Parece estar interesada en Jimi debido a su historial como profesor, diciendo que de todos los monstruos de la Clase 1-A, el es el "Verdadero Monstruo". 
- Erika Tsutsuji (筒地 恵利香, Tsutsuji Erika)

Erika es una chica del grupo de Tsubaki, Nagisa, y Oda, también de la Clase 1-A. Ella parece ser la más inocente de todas y está presente para no dar cabos sueltos a las discuciones que se pueden formar dentro del grupo. Siempre se le ve con una expresión triste o insegura en su rostro.
- Nagisa Okuna (奥菜 渚沙, Okuna Nagisa)

Nagisa es una chica perteneciente al grupo de Tsubaki de la Clase 1-A, es una chica atlética perteneciente al club de Volleyball, tiene mucha fuerza y no duda de atacar a Jimi si es necesario cuando él destapa sus intenciones. Según Hananaka, ella es del tipo del que se preocupa por los demás. Pese a siempre estar del lado de Tsubaki, cuando ella sobrepasa los límites intenta detenerla, aunque no la fuerza a ello llegado hasta cierto punto.
- Maki Oda (小田 真紀, Oda Maki)

Maki es una chica de la Clase 1-A, perteneciente al grupo de Tsubaki. Ella odia intensamente a Hananaka y siempre busca oportunidades de humillarla, maltratarla, e inferiorizarla en cualquier momento. Al igual que Hananaka, Oda intento convertirse en una modelo, y cuando todo estaba saliendo aparentemente tan bien para ella, sus planes se desmoronan poco a poco y ella cae en la desesperación, revelando que siempre detesto estar a la sombra de ella y también odia que ella sea tan "motivacional". Al principio siempre usaba cuentas falsas de Twitter para hundir a Hananaka en su carrera como modelo y como persona, pero desde que alguien le sacó fotos mientras empujaba contra el suelo a Hananaka y las subió a Twitter, poco a poco comienza a desesperarse hasta que Tsubaki roba una botella de ácido para que asuste a Hananaka de quemarle la cara y se transfiera a otra preparatoria. Al final se revela que ella es solamente una mentirosa y mentía para llamar la atención de los demás, sus planes con la botella de ácido son desmoronados por Jimi, donde este le dice que es una verdadera estúpida por comportarse de la forma en que se comporta. Debido a todo esto, a partir de ese día ella termina aislandose en su habitación y dejando de ir a clases.

### Profesores de la Preparatoria Suezono
- Aoi Tenjiku (天竺 葵, Tenjiku Aoi)

Tenjiku es una profesora de la Preparatoria Suezono. Amable, bondadosa y muy entusiasta, en un principio ella trata de ayudar a Jimi a adaptarse al instituto, incluso invitandolo a tomar un café después del trabajo, sin embargo, Jimi la rechaza ya que eso no forma parte de ser profesor. También, ella es de las perosnas que siempre intentan ayudar a los estudiantes, sin embargo, al ver la situación de varios estudiantes de la Clase 1-A, ella quiere ayudarlas de la mejor manera posible, pero puede llegar a ser muy insistente, por lo que Jimi le dice constantemente que no se meta en asuntos que no son de su incumbencia y que también lo deje tranquilo y no lo meta a él en cosas que no tienen nada que ver con ser profesor.
- Shōta Sakaede (栄手 翔太, Sakaede Shōta)

Saekede es un profesor que se le conoce por ser muy físicamente atractivo y porque mantiene una relación muy cercana con sus estudiantes. Sin embargo, él odia las confesiones por parte de estas por considerarlas "problemáticas" y a la hora de la verdad, rechaza secretamente de manera repulsiva los sentimientos de sus estudiantes, llegando a hacer cosas como tirar pequeños regalos que ellas hacen por él, ya que solamente le gusta ser popular. Cuando Hananaka descubre sus verdaderos sentimientos, ella se enfurece y le dice que el "solo es una cara bonita", dándole una patada en la entrepierna.

## Contenido de la Obra

### Manga
1-nen A-gumi no monster es un manga escrito e ilustrado por Hideki (Autor también de Danshi Kōkōsei o Yashinaitai Onee-san no Hanashi), publicado en la revista mensual Comic Rex de Ichijinsha, se han recopilado actualmente catorce volúmenes tankōbon.

### Lista de Volúmenes
| N.º | Fecha de lanzamiento  | ISBN original      |
| --- | --------------------- | ------------------ |
| 1   | 27 de junio de 2018   | ISBN 9784758067416 |
| 2   | 26 de enero de 2019   | ISBN 9784758067836 |
| 3   | 29 de julio de 2019   | ISBN 9784758068178 |
| 4   | 27 de enero de 2020   | ISBN 9784758068437 |
| 5   | 5 de agosto de 2020   | ISBN 9784758068840 |
| 6   | 3 de febrero de 2021  | ISBN 9784758069038 |
| 7   | 4 de agosto de 2021   | ISBN 9784758069397 |
| 8   | 3 de febrero de 2022  | ISBN 9784758069588 |
| 9   | 27 de julio de 2022   | ISBN 9784758069908 |
| 10  | 26 de enero de 2023   | ISBN 9784758084031 |
| 11  | 27 de julio de 2023   | ISBN 9784758084390 |
| 12  | 27 de febrero de 2024 | ISBN 9784758084680 |
| 13  | 27 de agosto de 2024  | ISBN 9784758085663 |
| 14  | 27 de febrero de 2025 | ISBN 9784758086530 |